# 삼봉행
삼봉행(일본어: 三奉行 산부교[*])은 에도 시대의 지샤부교, 간조부교, 마치부교의 세 부교을 묶어 이르는 말이다.
평정소의 핵심 구성원으로, 산부교 이외에는 로주 한명이 참여했다. 산부교는 각각 대등한 관계가 아니었으며, 칸죠부교와 마치부교는 하타모토들 중에서 임명되었지만 사사봉행은 후다이 다이묘들 중에서 임명되었다. 물론 삼봉행의 필두는 사사봉행이었다.